# Khambhat
Khambhat là một thành phố và khu đô thị của quận Anand thuộc bang Gujarat, Ấn Độ.

## Địa lý
Khambhat có vị trí 22°18′B 72°37′Đ / 22,3°B 72,62°Đ Nó có độ cao trung bình là 8 mét (26 feet).

## Nhân khẩu
Theo điều tra dân số năm 2001 của Ấn Độ, Khambhat có dân số 80.439 người. Phái nam chiếm 52% tổng số dân và phái nữ chiếm 48%. Khambhat có tỷ lệ 73% biết đọc biết viết, cao hơn tỷ lệ trung bình toàn quốc là 59,5%: tỷ lệ cho phái nam là 78%, và tỷ lệ cho phái nữ là 67%. Tại Khambhat, 10% dân số nhỏ hơn 6 tuổi.